# Телескоп на Максутов
Телескопът на Максутов е вид катадиоптричен телескоп (инструмент, комбиниращ лещи и огледала), създаден от руския оптик Дмитрий Максутов (1896 – 1964).
При този тип оптична система се използва главно сферично огледало, корекционна пластина на входа на телескопа със сферична форма (мениск) и малко сферично огледало, закрепено на корекционната пластина. Резултатът е много компактен телескоп с голямо фокусно разстояние.